# Getting Smile
Getting Smile – wydany w 1983 roku w Japonii mini-album, zawierający sześć nagrań grupy Smile, która poprzedziła grupę Queen. W nagraniach można się doszukać elementów, które charakteryzowały późniejsze nagrania Queen. Płytę wydał japoński oddział firmy Mercury, z którą związali się członkowie Smile. W utworze "Blag" znajduje się solo gitarowe, które później przeniesiono (z drobnymi zmianami) do "Brighton Rock" z albumu Sheer Heart Attack z 1974 roku, a utwór "April Lady" jest utrzymany w nastroju wspaniałych ballad Queen, nagranych przez zespół w latach 1973–1978.

## Lista utworów
1. "Earth"
2. "Step On Me"
3. "Doin' Alright"
4. "Polar Bear"
5. "Blag"
6. "April Lady"